# Estonia en el Festival de la Canción de Eurovisión 2010
Estonia confirmó su participación en el Festival de la Canción de Eurovisión 2010, en Oslo, Noruega. El país consiguió clasificar a la final tras 5 años sin hacerlos, y, además consiguió un sexto puesto de 25 participantes con Randajad de Urban Symphony. El 13 de junio de 2009 se anunció que el país participará en el festival.

## Preselección Nacional
A mediados de octubre, la convocatoria de canciones para el anual Eurolaul fue abierta por la Eesti Televisioon.